# Oligia pachydetis
Oligia pachydetis är en fjärilsart som beskrevs av Fletcher 1961. Oligia pachydetis ingår i släktet Oligia och familjen nattflyn. Inga underarter finns listade i Catalogue of Life.